# Erling Ilsøe Nielsen
Erling Ilsøe Nielsen (født 04. juni 1943. død 2. januar 2019 ) var dansk missionær. Han var, i 1984, blandt de første der lavede lokal-tv i Danmark.
Han boede nogle år i Norge, hvor han blandt andet samarbejdede med pastor Hans Bratterud i Oslo Fullevangeliske Kirke (OFK). 
Han har grundlagt missionsorganisationen "Gospel to Everyone".